# Клочко, Арсений Парфентьевич
Арсений Парфентьевич Клочко (1885, Верблюжка, Херсонская губерния — 1937, Новосибирская область)—директор Одесского института социального воспитания.

## Биография
Родился в 1885 году в селе Верблюжка Херсонской губернии в крестьянской семье. Окончил духовное училище.
В 1904—1917 годах учительствовал в Одессе.
Учился в школе прапорщиков, в 1917—1920 годах — в Новороссийском университете.
В 1920—1922 годах работал в сельхозкооперации, в 1922—1923 годах — в губернском отделе политпросвещения, в 1923—1925 годах — в губернском отделе сельского строительства, в 1925—1926 годах — политработником.
В 1926—1930 годах обучался в аспирантуре Коммунистического университета в Харькове.
В 1930—1933 годах был последним ректором Одесского института народного образования и директором Одесского института социального воспитания, руководил кафедрой истории.
В 1933—1934 годах работал инструктором комитета Красного Креста.
В 1934—1935 годах был профессором рабочего факультета Московского института связи.
В 1935 году был арестован и осуждён на 10 лет лишения свободы. Наказание отбывал в Сибири. Решением тройки Новосибирского Управления НКВД от 8 декабря 1937 года приговорён к смертной казни. Полностью реабилитирован в 1959 году решением коллегии по уголовным делам Верховного Суда Украинской ССР.